# Kanton Treysa
Der Kanton Treysa war eine Verwaltungseinheit im Distrikt Marburg des Departements der Werra im napoleonischen Königreich Westphalen. Sitz der Kantonalverwaltung war die damalige Stadt Treysa, heute Stadtteil von Schwalmstadt im  Schwalm-Eder-Kreis. Der Kanton umfasste 14 Dörfer und eine Stadt, war bewohnt von 5.238 Einwohnern und hatte eine Fläche von 1,22 Quadratmeilen.
Zum Kanton gehörten die Ortschaften:
- die Stadt Treysa und die Dörfer
- Ascherode,
- Dittershausen,
- Florshain,
- Frankenhain,
- Gungelshausen,
- Leimbach,
- Loshausen,
- Mengsberg,
- Ransbach,
- Röllshausen mit Salmshausen,
- Wasenberg,
- Wiera und
- Zella.